# 구스노키 사야미
구스노키 사야미(일본어: 楠 さやみ, 2005년 4월 26일 ~ )는 일본의 여자 축구 선수이다.

## 국가대표팀 경력
그녀는 2022년 FIFA U-17 여자 월드컵에 참가할 일본 U-17 국가대표팀에 발탁되었으며, 2경기에 출전, 1득점을 넣었다.